# География Италии
Ита́лия — государство в Южной Европе, в центре Средиземноморья. Общая площадь страны составляет 302 073 км², на её территории расположены южные склоны Альп, Паданская равнина, Апеннинский полуостров (знаменит своей формой, напоминающей сапог), а также острова Сицилия, Сардиния и многочисленные мелкие острова.

## Границы и береговая линия
Общая протяжённость сухопутных границ — 1899,2 км, большая часть проходит по различным частям Альп. Италия граничит с Австрией (430 км), Францией (488 км), Словенией (232 км) и Швейцарией (740 км). Кроме того, территорией Италии окружены государства Ватикан (граница 3,2 км) и Сан-Марино (граница 39 км).
Береговая линия имеет длину около 7600 км, изрезана слабо. Северо-западный берег Апеннинского полуострова омывается Лигурийским морем с Генуэзским заливом. Побережье итальянской Ривьеры имеет преимущественно абразионный характер и изобилует мелкими бухтами. Тирренское море, в северной части которого находится Тосканский архипелаг, омывает материковую часть Италии с запада, острова Сардиния и Корсика (территория Франции) с востока и Сицилию — с севера. На западном побережье аккумулятивные равнины чередуются с возвышенными участками, имеется несколько неглубоких заливов дугообразной формы: Гаэта, Неаполитанский и Салернский заливы, Поликастро, Санта-Эуфемия и Джоя.
Узкий Мессинский пролив между Калабрией и Сицилией соединяет Тирренское море с Ионическим, а Сицилийский (или Тунисский) пролив шириной 135 км отделяет Сицилию от Северной Африки.
Южное побережье Апеннинского полуострова расчленено наиболее сильно, в юго-восточной части преобладают крутые берега. На юго-западе находится залив Скуиллаче, а между полуостровами Калабрия и Салентина в сушу вдаётся крупный Тарентский залив. Пролив Отранто между итальянским регионом Апулия и страной Албания соединяет Ионическое море с Адриатическим, которое омывает восточные районы страны. Восточный берег в основном плоский, в его южной части небольшой полуостров Гаргано отгораживает залив Манфредония. Северо-восточное побережье омывается водами Венецианского залива, включающим одноимённую лагуну и Триестский залив.
Территориальные воды — 12 морских миль, также Италии принадлежит континентальный шельф до глубины 200 м или до глубины использования.

## Геология

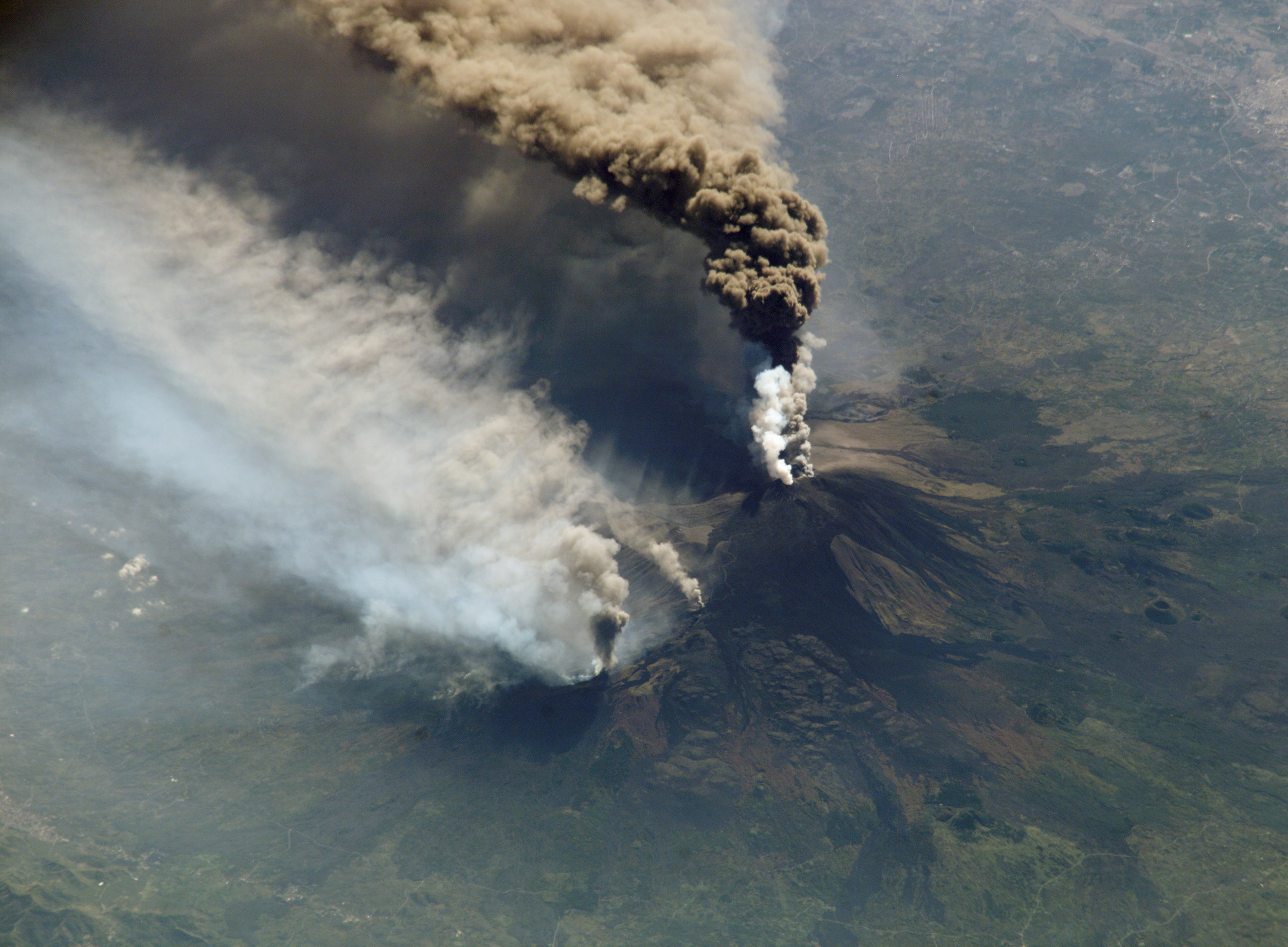
Извержение вулкана Этна в октябре 2002 года (снято с МКС)

Италия расположена в области альпийской складчатости, большая часть её территории занята кайнозойскими складчатыми горными массивами Альп и Апеннинских гор. Эти две системы разделены прогибом Паданской равнины, который заполнен толщей песчано-глинистых морских и континентальных отложений мощностью до 8000 м, накопившихся в неогене и антропогене. Герцинские и докембрийские гранитогнейсовые массивы выступают на острове Сардиния, полуострове Калабрия и северо-востоке острова Сицилия. Основание Адриатического побережья Италии также сложено подобными массивами, которые прикрыты чехлом мезокайнозойских известняков (плато Ле-Мурдже и массив Монте-Гаргано).
Итальянская часть Альп имеет кристаллическое, известняковое и песчано-глинистое строение. В западной части присутствуют автохтонные кристаллические массивы Меркантур, Монблан и др., также имеются области, сложенные из кристаллических сланцев и гнейсов. Восточная часть Альп составлена из системы надвинутых к северу известняковых покровов. Северные Апеннины также имеют покровное строение, выделяются три системы: нижнетосканская (палеозойские сланцы и каррарские мраморы), верхнетосканская (эоценовые песчаники) и лигурийская (чешуйчатые глины и сланцы с включениями офиолитовых пород). В центральной и южной части Апеннины автохтонны, сложены палеогеновыми и неогеновыми известняками, а также меловым флишем.
Предгорья Апеннин рядом с Римом также имеют мощные вулканические толщи лав и туфов (трахиты, липариты), которые образуют ряд потухших вулканов с огромными кальдерами, которые заполнились водой и стали озёрами: Браччано, Больсена, Вико. На юге Италии в областях глубоких разломов земной коры находятся одни из крупнейших в мире действующих вулканов — Этна и Везувий.
Италия подвержена воздействию таких стихийных бедствий как извержения вулканов и землетрясения. Сильные землетрясения: Сицилианское 1693 года (более 60 тыс. погибших), Великое Неаполитанское землетрясение 1857 года (11 тыс. погибших), Мессинское 1908 года (унесло до 100 тыс. жизней), землетрясение в Авеццано 1915 года (более 30 тыс. погибших), землетрясение в Ирпинии 1980 года (2570 погибших). Последнее — землетрясение в Л’Акуиле, произошло в апреле 2009 года.

### Полезные ископаемые

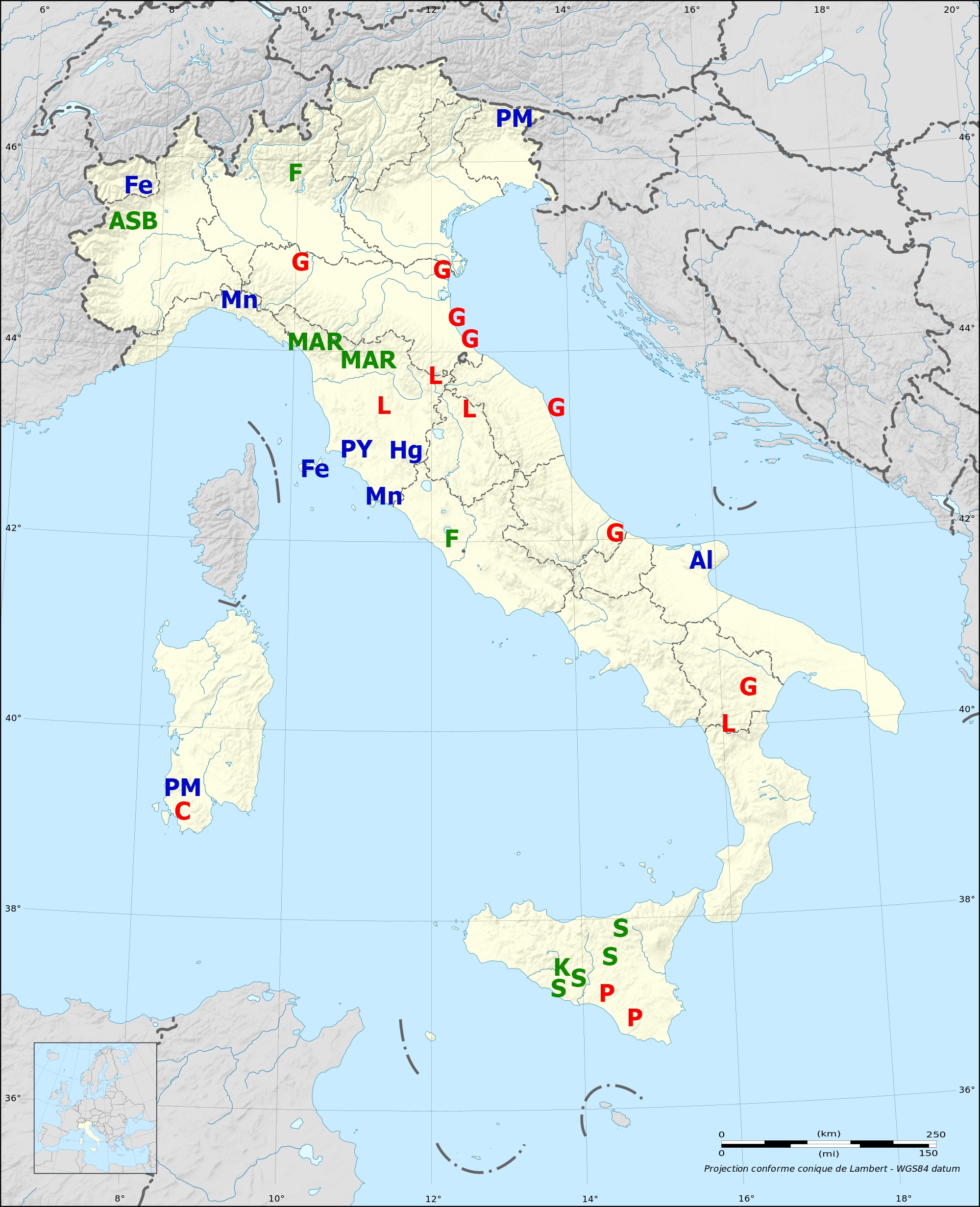
Полезные ископаемые Италии. Металлы: Al — алюминий, Mn — марганец, Fe — железо, Hg — ртуть, PM — полиметаллические руды, PY — пириты. Горючие полезные ископаемые: C — каменный уголь, L — бурый уголь (лигнит), P — нефть, G — природный газ. Прочие полезные ископаемые: ASB — асбест, F — плавиковый шпат, K — калийные соли, MAR — мрамор, S — сера.

Горючие полезные ископаемые представлены природным газом и нефтью, запасы которых находятся в неогеновых отложениях Паданского прогиба и предгорий Апеннин, а также в мезозойских и кайнозойских отложениях острова Сицилия (провинция Рагуза). В юго-западной части Сардинии и в Альпах (Валле-д’Аоста) имеются месторождения каменного угля; к палеоген-неогеновым отложениям Центральных Апеннин приурочены бурый уголь, лигниты и битуминозные сланцы.
Основные запасы руды приурочены к древним метаморфическим комплексам: на Сардинии (массив Иглезиенте) имеются месторождения свинца, цинка и железной руды, месторождения последней также имеются на Эльбе и в Тосканских Рудных горах. Италия имеет крупные запасы киновари (ртутная руда), на острове Сицилия — большие месторождения серы. Карстовые впадины Абруццо, Апулии и полуострова Гаргано содержат бокситы, миоценовые отложения Калабрии и Сицилии содержат каменную соль. На севере Апеннин (Тоскана) находится месторождение каррарских мраморов, используемых для облицовки и создания скульптур. Среди других ресурсов — карбонат калия, барит, асбест, пемза, плавиковый и полевой шпат, пирит.

## Рельеф

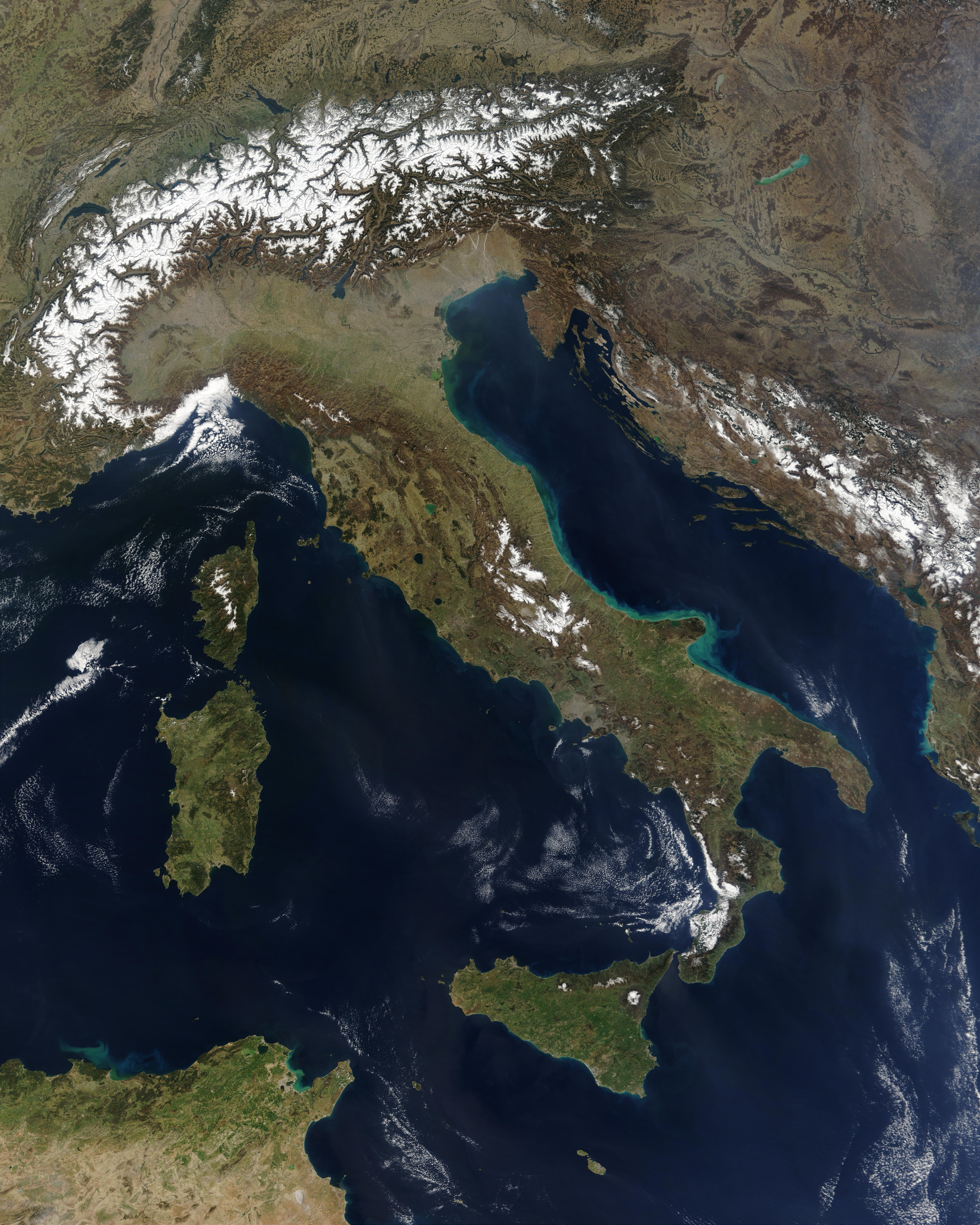
Спутниковый снимок Италии, март 2003

Италия — преимущественно горная страна, около 1⁄3 территории занимают горы и возвышенности выше 702 м. Равнины занимают менее 1⁄4 территории страны.

### Горы
На севере страны расположены южные склоны Альп с высшей точкой Западной Европы горой Монблан (4808 м). В Западных Альпах на территории Италии выделяют Лигурийские и Приморские Альпы, далее на северо-восток тянутся Котские, Грайские и Пеннинские и Лепонтинские Альпы. Крутые склоны этой части системы расчленены узкими и глубокими ущельями, в которых располагаются несколько крупных долинных ледников. Восточные Альпы высотой до 3899 м (гора Ортлес) также имеют оледенение, в основном в массивах Бернина, Адамелло и Ортлес. В этой части выделяют Бергамские Альпы, Альпы Ливиньо, Доломитовые Альпы, Юлийские Альпы и ряд других. Хребты имеют широкую полосу предгорий, их склоны расчленены троговыми долинами, некоторые из которых заняты озёрами.
К югу от Паданской равнины, вдоль всего Апеннинского полуострова вытянулись Апеннинские горы, высшая точка которых — гора Корно-Гранде (2914 м). В этой горной системе расположено несколько потухших и действующих вулканов, например Амиата (1734 м) и Везувий (1277 м). Имеются лавовые плато. В юго-восточной части — закарстованные известняковые плато Монте-Гаргано и Ле-Мурдже. В южной части полуострова располагаются Калабрийские Апеннины (высота до 1956 м).
Рельеф островов Италии имеет гористый характер. На Сицилии расположены Иблейские горы, горы Ле-Мадоние, Неброди, Пелоритани и вулкан Этна (3340 м), рядом — вулканические острова Стромболи и Вулькано. На Сардинии расположены горы Дженнардженту с горой Ла-Мармора (1834 м).

### Равнины
К югу от Альп лежит Паданская равнина, по которой протекает река По. Поверхность долины понижается на восток к Адриатическому морю. Высота высоких равнин у подножий Альп и Апеннин составляет 200—500 м, вдоль реки По лежат глинистые заболоченные низкие равнины высотой 50—100 м.

## Климат

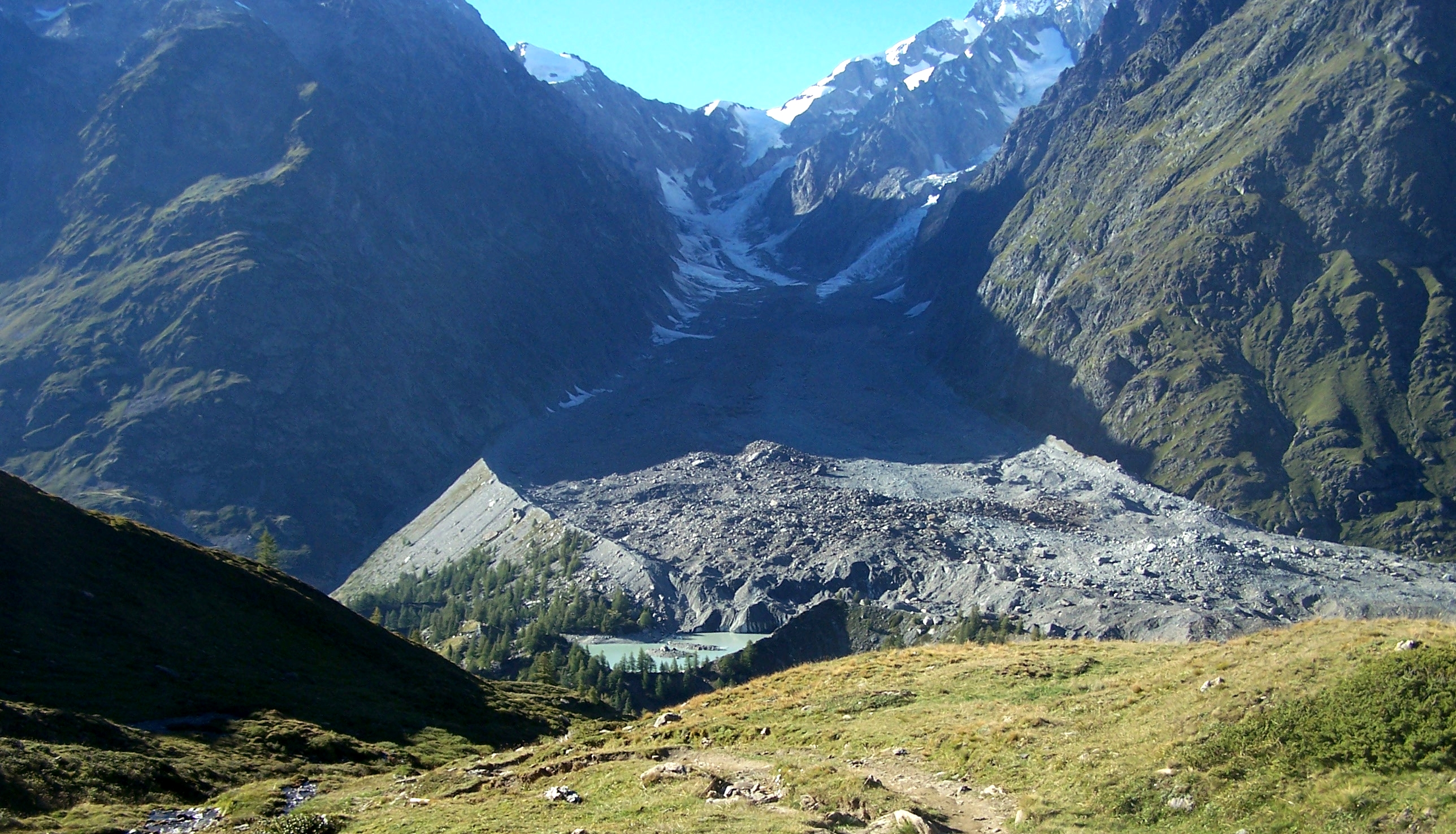
Ледник Миаж

Италия располагается в зоне субтропического средиземноморского климата, причём влияние моря усиливается Альпами, которые являются барьером для северных и западных ветров.
В Альпийской (самой северной) зоне климат имеет континентальный характер, проявляется высотная поясность. У подножий Альп средняя температура июля составляет 20—22 °C. В Бардонеккии (западная часть) среднегодовая температура составляет 7,4 °C, а среднегодовое количество осадков — 660 мм. Восточная часть менее тёплая при большем увлажнении, в Кортина-д’Ампеццо эти показатели составляют 6,6 °C и 1055 мм. В долине Аосты (западная часть зоны) постоянный снежный покров начинается с 3110 м, а в Юлийских Альпах снега опускаются до 2545 м. Осенью и зимой горячий сухой фён, дующий из Швейцарии или Австрии, иногда вызывает резкие повышения температуры в некоторых долинах (Аоста, Суза). В восточной части Альп порывы сухого и холодного ветра бора могут достигать 200 км/ч. Летом дожди выпадают в высотных районах, а осенью и весной перемещаются к краям климатической зоны. Снег выпадает только зимой, количество (от 3 до 10 м) зависит от года и близости к побережью. На предгорья приходятся более обильные снегопады, чем на горные районы. В горных районах нередки морозы до −15…—20 °C. Расположенные в регионе озёра смягчают локальный климат, средняя температура января в Милане равняется 1 °C, а в Сало, на озере Гарда — 4 °C. На территории итальянских Альп расположено несколько сот ледников, такие как Миаж (в массиве Монблан, крупнейший в Италии) и Кальдероне (на горе Корно-Гранде, самый южный в Европе).
На Паданской равнине климат переходный от субтропического к умеренному — жаркое лето и суровые зимы, смягчающиеся при движении к восточному берегу. В Турине средняя температура зимы — 0,3 °C, лета — 23 °C. Дожди идут главным образом в межсезонье, увеличиваясь с высотой над уровнем моря. Малое количество снега выпадает на высоких равнинах. Температура на адриатическом побережье повышается с севера на юг частично из-за увеличения широты, частично из-за смены преобладающих ветров с восточных на южные. Среднегодовая температура в Венеции составляет 13,6 °C, в Анконе — 16 °C, а в Бари — 17 °C. Осадки немногочисленны — 750 мм в Венеции, 650 мм в Анконе и 600 мм в Бари.
В Апеннинах суровость зимы определяется высотой, осадки в виде снега и дождя умеренные (кроме отдельных мест). Циклоны в середине зимы вызывают частые изменения погоды, в южных регионах может выпасть снег. Среднегодовые температуры и осадки составляют 12,1 °C и 890 мм в Урбино (на востоке), а также 12,5 °C и 1000 мм в Потенца (регион Базиликата). На восточных склонах Апеннин и во внутренних районах полуострова выпадает 600—800 мм осадков в год, во внутренних районах Сицилии и Сардинии — менее 500 мм в год.
Вдоль побережья Тирренского моря и Лигурийской Ривьеры на температуру и осадки влияет море, полная открытость полуденному солнцу, преобладающие юго-западные ветра и близость Апеннинского хребта, не пропускающего северные ветра. В Сан-Ремо (западная часть ривьеры) осадков за год выпадает 680 мм, в Специи (юго-восточная часть ривьеры) более дождливо — 1150 мм. На Адриатическом побережье в основном холоднее (на 1—2 °C) и суше, чем на берегах Тирренского моря.
Гористые Калабрия и Сицилия окружены Средиземным морем и поэтому температуры на них более высокие, чем в горах северной части полуострова. Во внутренних районах зимой дождь идёт редко, больше выпадая в западный и северных районах Сицилии. В Реджо-ди-Калабрия среднегодовая температура и осадки составляют 18,2 °C и 595 мм, в Палермо — 18 °C и 970 мм соответственно. Со стороны Северной Африки часто дует горячий и очень влажный ветер сирокко, нагревающий воздух до 40—45 °C и доходящий до юга Сардинии. На климат Сардинии также влияет холодный мистраль, обдувающий её северо-западный берег. В Сассари (северо-запад острова) среднегодовая температура и осадки составляют 17 °C и 580 мм, а в Орозеи (восточный берег острова) эти показатели равны 17,5 °C и 540 мм.

## Водные ресурсы
По оценке 2005 года, Италия обладает 175 км³ возобновляемых водных ресурсов, из которых в год потребляется 41,98 км³ (18 % на коммунальные, 37 % на промышленные и 45 % на сельскохозяйственные нужды).

### Реки

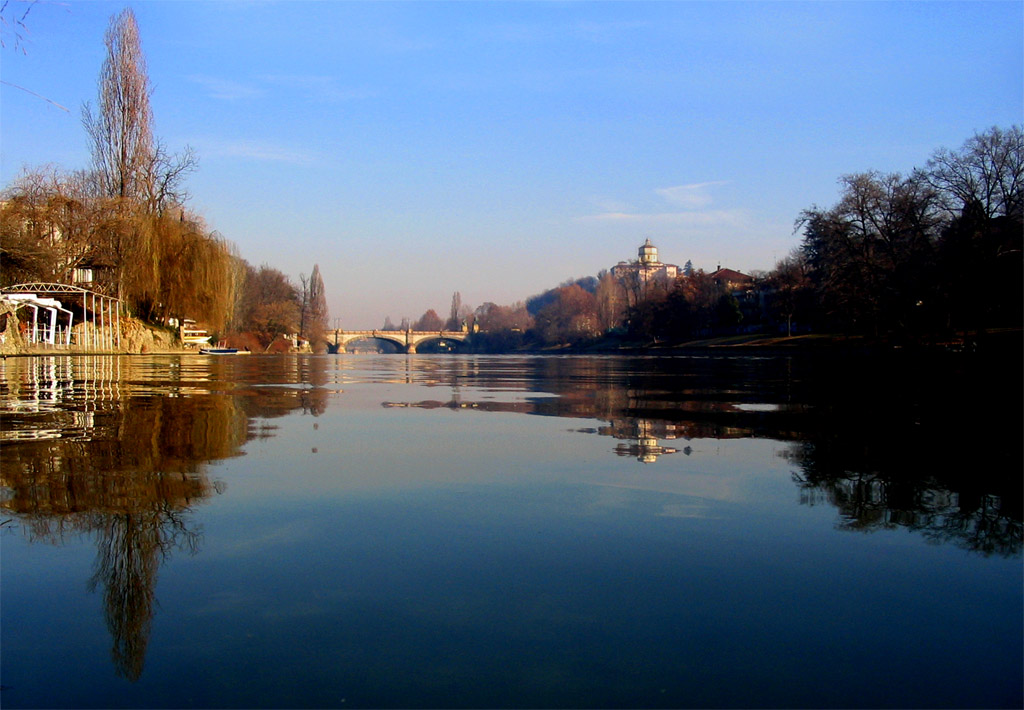
Река По в Турине

Наибольшее число рек расположено в северной части Италии, где находится крупнейший в стране бассейн реки По (длина 652 км). Истоки По располагаются на склонах горного массива Монте-Визо; протекая по равнине Ломбардии через крупные города (Турин, Кремона), По пополняется многочисленными притоками, крупнейшие из которых: Сезия, Треббия, Адда и Кьезе, Ольо и Агонья. К югу от Венеции По впадает в Венецианский залив, образуя крупную дельту. По Паданской равнине также протекают Адидже (409 км, вторая по длине река Италии), Брента, Пьяве, Ливенца, Тальяменто, Рено и другие реки. Речная сеть и каналы образуют крупную судоходную систему. В нижнем течении из-за наносов русла рек приподняты под равниной и обвалованы, прорыв дамб приводит к наводнениям. Реки имеют как дождевое, так и снежно-ледниковое питание, высокая вода наблюдается весной и осенью. На горных участках используется гидроэнергетический потенциал рек, на равнинных участках их вода используется для орошения.
Реки Апеннинского полуострова и островов Италии не столь многоводны, имеют в основном дождевое питание, разливаются осенью или зимой, летом часто пересыхают. Реки Лигурийского побережья коротки и быстры, в дельтах некоторых расположены города (например, Генуя) и пляжные курорты (например, Рапалло), крупнейшая река — Арно, среди других: Чечина. Побережье Адриатического моря подобно расчёске изрезано стекающими с Апеннин параллельными реками в регионах Марке (Метауро, Азо, Фолья, Эзино, Потенца, Тенна), Абруццо (Пескара) и Молизе (Триньо, Биферно, Форторе). Другие реки: Офанто, Карапелле. Реки, впадающие в Тирренское море, имеют большую протяжённость и полноводность: Омброне, римский Тибр, Лири, Вольтурно, Селе, Савуто. В Ионическое море впадают реки: Брадано, Агри, Крати, Базенто, Синни.
Другие реки, расположенные на материковой Италии: Мелла, Идиче, Баккильоне, Авизио, Нера, Танаро, Дора Бальтеа, Тронто, Сангро, Танагра, Мезина, Аниене, Черваро, Конделаро, Риенца. Реки на острове Сардиния: Когинас, Тирсо, Чедрино, Флумендоса. Реки на острове Сицилия: Беличе, Торто, Платани, Сальсо, Диттайно.

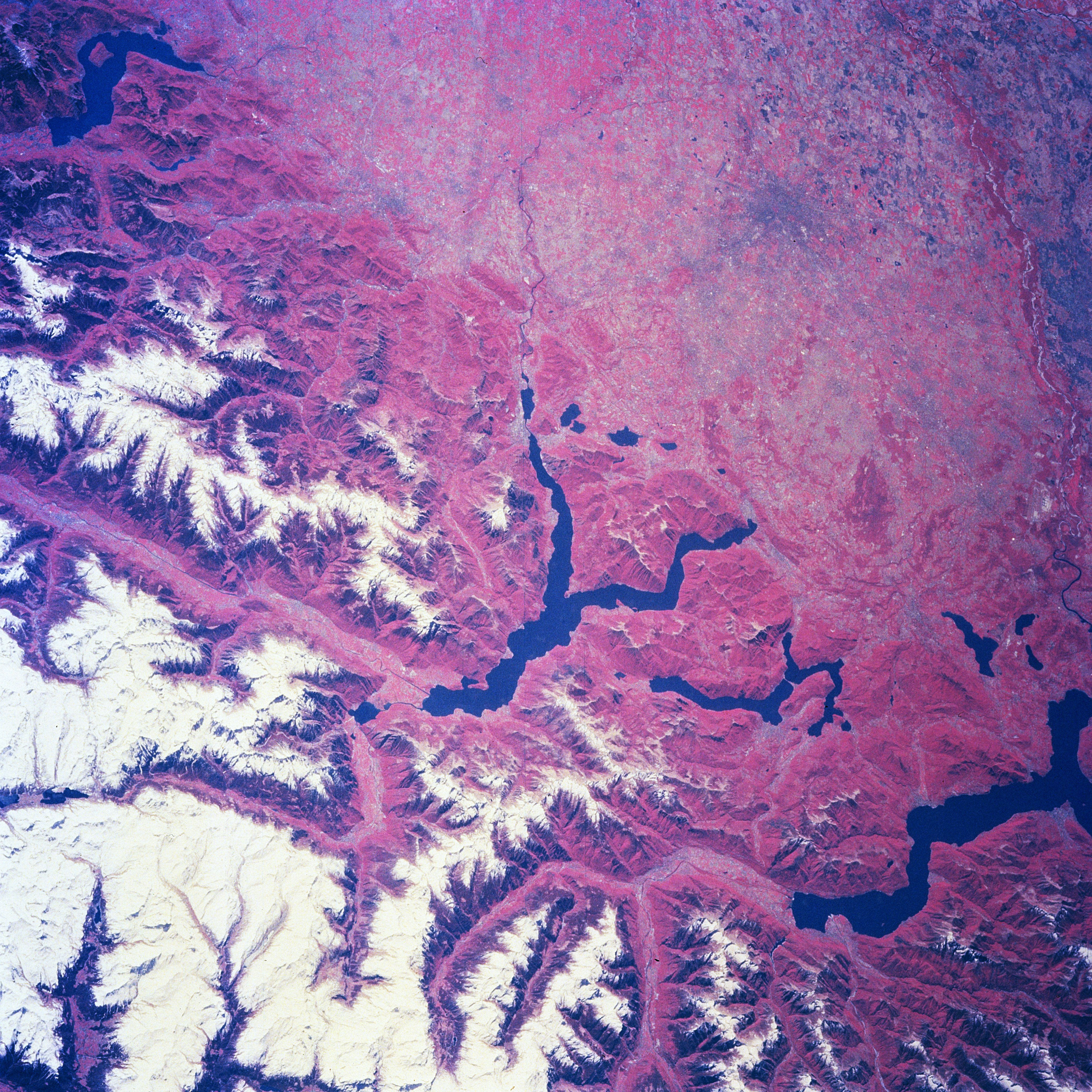
Ломбардские ледниковые озёра: Лаго-Маджоре (слева сверху), Лугано, Комо и Изео (справа снизу).

### Озёра
Всего на территории Италии расположено около 1500 озёр, большинство из которых — небольшие горные озёра, сформировавшиеся за последние 25 тыс. лет под воздействием ледников. Множество озёр находится в долинах предгорий Ломбардских Альп: Гарда (крупнейшее озеро страны), Лаго-Маджоре, Комо, Изео и Лугано. Эти озёра имеют полу-средиземноморский климат и окружены рощами оливковых и цитрусовых деревьев. Часто используются в целях гидроэнергетики.
Значительные по площади озёра Апеннинского полуострова располагаются в кратерах потухших вулканов: Больсена, Альбано, Браччано и Неми. Имеется прибрежные озёра лагунного типа: озеро Лезина, Варано и Валли-ди-Комаккьо, а также другие озёра: Тразименское озеро (самое крупное на Апеннинском полуострове), озеро Омодео (на острове Сардиния). На территории Италии имеются значительные по размеру области с водопроницаемыми породами, где вода образует подземные реки и озёра, зачастую формируя пещеры, наиболее известные из которых расположены в районах Чивита-Кастеллана и Апулия.

## Почвы и растительность
Исходя из физико-географических характеристик страны можно выделить по крайней мере три области с различными типами растительности: Альпы, долина реки По и Средиземноморско-Апеннинская область.
Альпийскую часть Италии можно разделить на три пояса. До высот 800 м на склонах произрастают широколиственные леса (пробковый дуб, европейская олива, кипарис, лавровишня, каштан, ясень, клён). Выше (до 1800 м) на горных бурых лесных почвах, горных перегнойных и дерново-карбонатных почвах распространены буковые леса, постепенно переходящие в хвойные (лиственница, обыкновенная ель). В третьем, самом высоком поясе произрастают кустарники (рододендроны, твёрдая ольха и можжевельник), переходящие в луга, покрытые травой (включая осоковые) и дикими цветами (горечавка, проломник, повой солданелевый, камнеломка, представители семейств Гвоздичные и Первоцветные). Ещё выше растёт осока и травянистая ива; под линией снега произрастают многочисленные мхи и лишайники.
На Паданской равнине почвы аллювиальные и бурые лесные, ранее были представлены дубовые леса, пойменные луга и кустарники, ныне практически вся растительность заменена на культурные растения (пшеница, кукуруза, картофель, рис и сахарная свёкла). В хорошо орошаемых местах растёт тополь, в более сухих местах распространены Осоковые. Высокие глинистые равнины заполонены вереском, имеются леса из обыкновенной сосны, на берегах маршей растут кувшинки и рдест.
На коричневых, вулканических и, местами, темноцветных почвах Апеннин, Сицилии и Сардинии до высоты 500—600 м растительность представлена рощами вечнозелёных каменного и пробкового дуба, ближе к побережью распространены пиния, оливы, олеандр, рожковое дерево, мастиковое дерево и алепская сосна. На высотах 1000—1500 м преобладают леса из дуба, бука и каштана, а выше 2000 м — горные хвойно-широколиственные леса из бука, ели, пихты и сосны. Также встречаются остатки древних лесов, где среди прочих представлены белый ясень, белый тополь и восточный платан. Обширные буковые леса имеются в Калабрии (в массивах Ла-Сила и Аспромонте) и Апулии, белая пихта и различные типы сосен распространены в Абруццо и Калабрии. В Южной Италии встречается ольха итальянская, на Сицилии — пихта сицилийская. В Апеннинах уничтоженный лес был замещён кустарниками, которые называются маквис, на Сардинии и апулийской равнине — такими степными растениями, как ковыль. На верхних участках высоких массивов встречаются горно-луговые почвы с субальпийскими лугами, например в Калабрии и Басиликате, где произрастают горошек, полевица и асфодель белая. На Сицилии в пресноводных водоёмах распространён папирус.
На 2005 год пахотные земли занимали 26,41 % территории страны, на 9,09 % выращивались постоянные зерновые культуры. Орошается 27,5 тыс. км² (2003 год).

## Животный мир
Дикие животные обитают преимущественно в горных районах, в Альпах встречаются альпийский сурок, среднеевропейский дикий кот, каменная и лесная куницы, горностай и лесной хорёк. Из более крупных млекопитающих в Альпах встречаются альпийский горный козёл (находится под защитой в национальном парке Гран-Парадизо), серна, европейская косуля, обыкновенная рысь, обыкновенная лисица и итальянский волк, в Абруццо встречается апеннинский бурый медведь. Распространены зайцы и обыкновенные белки, в пещерах встречаются большие подковоносы. На Сардинии обитают лани, европейские муфлоны и кабаны.
На территории Италии всего обитает 400 видов птиц, включая кеклика, тетерева-косача, беркута и глухаря. Рептилии представлены гадюками, амфибии — альпийской саламандрой и альпийским тритоном. Среди пресноводных рыб — кумжа, осётр и речной угорь. Кроме обычных морских рыб, таких как обыкновенная султанка и ласкирь, также представлены (особенно в южной части) белая акула и меч-рыба. Кроме того, такие виды как тунец, макрель, сардина и камбала представляют интерес с точки зрения промышленного вылова. Беспозвоночные представлены красными кораллами и губками.

## Экологическая обстановка и природоохранные территории
На экологическую обстановку в Италии влияют такие факторы как загрязнение атмосферы из-за промышленных выбросов (оксид серы и др.), загрязнение рек и прибрежных вод промышленными и сельскохозяйственными сточными водами, кислотные дожди и недостаточное количество очистных сооружений.
Общая площадь национальных парков составляет около 200 тыс. га (1969). В альпийских национальных парках Валь-Гранде, Гран-Парадизо, Стельвио, а также в апеннинском национальном парке Абруццо охраняются высокогорные ландшафты, ледники, представители альпийской флоры и фауны. Национальный парк Чирчео на Тирренском побережье создан для охраны дубовых и сосновых лесов, карликовой пальмы и прибрежных дюн.